# Bistum Sambalpur
Das Bistum Sambalpur (lat.: Dioecesis Sambalpurensis) ist eine in Indien gelegene römisch-katholische Diözese mit Sitz in der Stadt Sambalpur. 

## Geschichte
Papst Pius XII. gründete es mit der Apostolischen Konstitution Novarum dioecesium am 14. Juni 1951 aus Gebietsabtretungen der Bistümer Nagpur, Ranchi und des Erzbistums Kalkuttas, dem es auch als Suffragandiözese unterstellt wurde.
Am 4. Juli 1979 verlor es einen Teil seines Territoriums an das Bistum Rourkela.

## Territorium
Das Bistum Sambalpur umfasst die Distrikte Balangir, Sambalpur und Dhenkanal im Bundesstaat Odisha.

## Bischöfe von Sambalpur
- Hermann Westermann SVD (14. Juni 1951 – 28. Februar 1974)
- Raphael Cheenath SVD (28. Februar 1974 – 1. Juli 1985, dann Erzbischof von Cuttack-Bhubaneswar)
- Lucas Kerketta SVD (17. November 1986 – 26. Juli 2013)
- Niranjan Sual Singh (seit 26. Juli 2013)